# Elena Gaputytė
Elena Gaputytė (* 21. März 1927 in Drąseikiai, Wolost Joniškis; † 4. Oktober 1991 in London) war eine litauische Bildhauerin und Malerin, deren Kunst zudem oftmals performative Elemente hatte. Ihre künstlerische Ausbildung begann sie nach Ende des Zweiten Weltkriegs im westlichen Exil, ihr künstlerisches Schaffen erfolgte dann vor allem in Großbritannien.

## Leben
Elena Gaputytė wurde am 21. März 1927 in Drąseikiai, der heutigen Rajongemeinde Joniškis, geboren. Von 1946 bis 1949 studierte sie an der Kunstgewerbeschule in Freiburg im Breisgau. Von dort aus emigrierte sie nach Kanada, wo sie ihr Studium an der Schule des Musée des beaux-arts de Montréal fortsetzte. In den Jahren 1953 bis 1956 schloss sie dann ihre Studien an der École nationale supérieure des beaux-arts in Paris ab. 1956 zog Gaputytė nach Großbritannien. Dort gründete sie 1960 eine private Kunstgalerie in St Ives in Cornwall. Zwischen 1964 und 1977 lehrte Gaputytė am Digby College in London und der University of London. Am 4. Oktober 1991 starb sie in der britischen Hauptstadt.

## Werk
Elena Gaputytė schuf ortsspezifische Arbeiten wie Vater unser, die sie 1978 an den Küsten der griechischen Inseln Tyros und Paros erstmals ausführte und 1983 in Berlin sowie 1984 in London wiederholte. Ihre Installationen umfassen den Zyklus Mein Kinderkalender aus dem Jahr 1975, Friedenslicht, die sie 1981 und 1983 ausführte und Stummer Zeuge aus dem Jahr 1984. 1985 folgte die Arbeit Zum Gedenken an die Gefallenen des Zweiten Weltkriegs, 1986 Rex und im Jahr 1989 Prophezeiung. Nach 50 Jahren. Daneben führte sie auch Skulpturen aus. Als Materialien verwendete Gaputytė Stein und Erde. Diese kombinierte sie oftmals mit performativen Elementen wie Feuer und musikalischer Begleitung.
Werke von Gaputytė gehören unter anderem zu den Sammlungen des Museums der Kunstakademie Vilnius und der Nationalgalerie Vilnius.